# Forni di Sopra
Forni di Sopra är en ort och kommun i regionen Friuli-Venezia Giulia i Italien och tillhörde tidigare även provinsen Udine som upphörde 2018. Kommunen hade 921 invånare (2018).